# Browning M2
Browning M2 ili M2 Browning machine gun je američka teška strojnica koju je krajem 1. svjetskog rata dizajnirao John Browning. Veoma je slična Browningovoj ranijoj strojnici Browning M1919 koja koristi streljivo kalibra .30-06. S druge strane, M2 koristi moćnije streljivo .50 BMG. Ta kratica je kasnije korištena za naziv same strojnice: BMG - Browning Machine Gun. Oznaka M2 znači i "Ma Deuce" ili "pedeset" čime se aludira na kalibar ove strojnice. Browning M2 ima mnogo specifičnih oznaka, dok ona službena glasi Browning Machine Gun, Cal. .50, M2, HB, Flexible.
Strojnica M2 je učinkovita u borbi protiv pješaštva, neoklopnih ili lako oklopnih vozila, plovila i zrakoplova u niskom letu.
Vojna vozila i zrakoplovi američke vojske su od 1920. do danas opremljeni strojnicama Browningovog kalibra .50 kojeg koristi i M2. Browning M2 imao je veliku primjenu tijekom 2. svjetskog rata, Korejskog rata, Vijetnamskog rata, pa sve do Rata u Afganistanu i Iraku tijekom 2000-ih. M2 je primarna teška strojnica vojski zemalja članica NATO saveza, a koristi se i u mnogim zemljama koje nisu članice pakta. Uz izuzetak pištolja M1911, strojnica M2 je vremenski najduže korišteno "malo oružje" (eng. Small arm) u američkoj vojsci.
Model M2HB trenutno proizvode tvrtke General Dynamics i U.S. Ordnance za potrebe američke vojske i drugih američkih vojnih saveznika (preko FPS prodaje). Od 1930-ih strojnicu Browning M2 proizvodi i belgijska vojna industrija Fabrique Nationale. U.S. Ordnance je razvio sustav brze promjene cijevi M2 strojnice nakon godina istraživanja u proizvodnji strojnica za potrebe američke vojske i njenih stranih saveznika.

## Povijest
Nakon što su razvijene prvotne M2 strojice, prva konačna inačica Browningove M2 teške strojnice bila je M2 HB (eng. Heavy Barrel; hrv. Teška cijev). Razlika se prvotno evidentirala u težini jer su prototipovi imali spremike s vodom za potrebe hlađenja oružja, dok je kasnijim razvojem hlađenje s vodenog prebačeno na zračno. Tako je početna težina od 55 kg smanjena na 38 kg. Proizvedena je i lakša verzija strojnice koja teži 27 kg.
Zbog dugog vremena potrebnog za mijenjanje cijevi, razvijen je i sustav brzog mijenjanja cijevi - QCB (eng. Quick change barrel).

## Detalji dizajna
Browning M2 je zrakom hlađena teška strojnica koja koristi streljivo smješteno na lancu. Koristi streljivo kalibra .50 BMG i radi na principu kratkog trzaja. Strojnica ima karakteristike dalekometnosti, točnosti i dobre zaustavne moći.

### Značajke
M2HB zračno hlađena teška strojnica ima cikličnu stopu paljbe između 450 i 575 metaka u minuti, dok ranije M2 strojnice AA imaju cikličnu stopu između 450 i 600 metaka u min. Kod modela AN/M2 koji je namijenjen protuzračnoj obrani, ciklična stopa iznosi 750-850 metaka u min., dok je kod modela AN/M3 ona 1.200 metaka u min.
Učinkovit domet M2 strojnice iznosi 1.800 metara, a maksimalni domet 7.400 metara kada je strojnica namještena na M3 postolje. Težina strojnice iznosi 38 kg, dok se uz uporabu postolja ona povećava na 58 kg.
Osim potpuno automatske, moguće je namjestiti i pojedinačnu paljbu. Također, za razliku od drugih modernih teških strojnica, M2 nema sigurnosnu kočnicu. Zbog toga vojnici na terenu provode improvizirane sigurnosne mjere.
Budući da je M2 dizajniran da se može montirati na bilo kakvu platformu, lance sa streljivom je moguće staviti u oružje s lijeve ili desne strane.

### Streljivo
Postoji nekoliko različitih vrsta streljiva koje koristi teška strojnica M2. Od Drugog svjetskog rata sve do Vijetnamskog rata koristilo se protuoklopno i zapaljivo protuoklopno streljivo. Streljivo kalibra .50 koje je bilo označeno kao "protuoklopno", moralo je probiti kaljeni čelik debljine 2,22 cm na udaljenosti od 91 m, i 19 mm čelika na udaljenosti od 50 metara. Zapaljivo streljivo se koristilo za označavanje neprijateljskih meta, dok je prvenstveno bilo namijenjeno uništenju lakih oklopnih vozila i zrakoplova na način da zapali njihove spremnike za gorivo.
Trenutne vrste streljiva su:
- M33 Ball,
- M17 tracer,
- M8 API,
- M20 API-T i
- M962 SLAP-T.

M962 SLAP-T može probiti čelični oklop od 34 mm na udaljenosti od 500 metara, odnosno 23 mm na 1.200 metara i 19 mm na 1.500 metara. Ti rezultati mogu se postići korištenjem volframskog penetratora promjera 7,6 mm. SLAP-T je klasificiran kao vrsta streljiva 1993. godine.

## Uporaba
M2 Browning strojnica može se koristiti kao:
- pješačko oružje potpore,
- protuzračna strojnica na nekim brodovima, gdje šest M2 strojnica može biti montirano u jednu kupolu,
- protuzračna strojnica na kopnu. Izvorna M2 strojnica s vodenim hlađenjem koristi visoko AA postolje ili može biti montirana na vojno vozilo. U kasnijim inačicama su montirane dvije ili četiri M2HB strojnice na vojna vozila, tj. po jedna ili dvije s lijeve i desne strane,
- primarno ili sekundarno oružje oklopnih vozila,
- primarno ili sekundarno oružje ophodnih brodova,
- sekundarno oružje protubrodske obrane velikih brodova (korvete, fregate, razarači, krstarice i dr.),
- koaksijalni top ugrađen u neke tenkove,
- fiksno montirano primarno naoružanje nekih američkih aviona iz ere 2. svjetskog rata (P-47 Thunderbolt, P-51 Mustang) i Korejskog rata (F-86 Sabre),
- fiksno ili fleksibilno obrambeno naoružanje nekih američkih bombardera iz ere 2. svjetskog rata (B-17 Flying Fortress i B-24 Liberator).

### SAD
Izbijanjem 2. svjetskog rata, američka vojska je koristila tešku strojnicu M2 u pješaštvu (zajedno s postoljem) kao fiksno montirano oružje na zrakoplovima te za protuzračnu obranu (M2 montiran na avionima, brodovima ili čamcima). Također, M2 se koristio i za dvostruku namjenu: montiran na vojno vozilo primjenjivao se kao protuzračno i protuoklopno oružje.
Model .50 AN/M2 s lakom cijevi koji je bio montiran na avione, imao je prosječnu brzinu paljbe od 800 metaka u min. te se koristio pojedinačno ili u grupama od čak 8 strojnica u avionima u rasponu od P-47 Thunderbolt do B-25 Mitchell.
Izrazito učinkovitim su se pokazali modeli M2HB s teškom cijevi, koji su montirani na vojna vozila s ciljem dvostruke uloge. Strojnice su koristile protuoklopno i zapaljivo protuoklopno streljivo koje je lako moglo probiti oklop i oštetiti motor ili spremnik goriva njemačkih lovaca Bf 109 u niskom letu ili spremnike za gorivo njemačkih polugusjeničara i lakih oklopnih vozila. Budući da u to vrijeme nisu postojali elektronski okidači, vojnik je fizički morao biti prisutan uz strojnicu prilikom paljbe te je time bio izložen neprijateljskoj vatri. Zbog toga su pješačke jedinice često znale mijenjati postolja od M2 na svojim vozilima, posebice onim namijenjenih protuzračnom ili protuoklopnom napadu, kako bi se što više zaštitio rukovatelj strojnice. S druge strane, njemački vojnici su prezirali M2, jer su njihovi motorizirani konvoji često puta znali biti bespomoćni i razbijeni sa strojnicom koja je koristila kalibar .50.
M2HB montiran na teško postolje pokazao se vrlo korisnim u obrambenim ulogama ili u operacijama blokade cestovnih raskrižja koja su koristili njemački pješaci ili motorna vozila. Također, M2 se zbog mogućnosti paljbe na velike udaljenosti koristio i u uklanjanju neprijateljskih snajperista koje klasični pješaci nisu mogli doseći.
Četverostrukim postavljanjem .50 M2HB strojnica na vojno vozilo, dobiva se učinkovito oružje u borbi protiv zrakoplova u niskom letu, gdje svaka pojedinačna strojnica raspolaže s 200 metaka. Nadimak ovakvog vozila bio je Meat Chopper i zbog njega su napadi Luftwaffea postali manji krajem 2. svjetskog rata. Isto tako, jer su se njemački snajperisti nalazili prikriveni na stablima, Meat Chopper je paljbom po drveću mogao uništiti stablo, a njime i snajperista na njemu.
Za razliku od Europe, M2HB se nije koristio na pacifičkom bojištu. Razlozi su bili teška prohodnost pješaštva po džungli kao i sama težina oružja. Koristile su ga jedino motorizirane jedinice na Filipinima kako bi uništile japansku blokadu Manile. Završetkom rata, M2HB se u Aziji koristio na bojišnicama korejskog poluotoka i Vijetnama.
Početkom rata u Iraku 2003. godine, vojnik Paul Ray Smith je sa strojnicom M2HB montiranom na oklopni transporter M113 ubio između 20 i 50 neprijatelja koji su napali američke vojnike. Tako je spasio i pokretnu ambulantu i ranjene vojnike koji su nakon toga evakuirani. Budući da je u toj borbi poginuo, P. R. Smith je postumno nagrađen Medaljom časti (eng. Medal of Honor).

### Zemlje Commonwealtha
Tijekom 2. svjetskog rata M2 strojnicu su od zemalja Commonwealtha koristili Velika Britanija, Kanada, Australija, Novi Zeland i Južnoafrička Republika. Zbog svoje efektivnosti bila je veoma cijenjena pri pješačkim i oklopnim jedinicama vojski Commonwealtha. Svoju veću uporabu u Commonwealthu M2 Browning je imao na sjeveru Afrike kada su vojnici od počeli dobivati dovoljno rezervnih dijelova, priručnika i potrebnog streljiva te je M2 zamijenio 15 mm strojnicu Besa. Neke jedinice SAS-a koristile su model AN/M2 koji je bio specijalno namijenjen za zrakoplove (bombarder Lancaster).
Kraljevski australski oklopni korpus je u Južnom Vijetnamu koristio oklopni transporter M113 na koji su bile montirane dvije Browningove strojnice, jedna kalibra .50 i jedna sa .30 kalibrom.
Jedna od značajnijih borbi u kojoj je korišten M2 bila je Borba kod Mirbata u Omanu u srpnju 1972. godine. Tamo je devet vojnika SAS-a koristeći ovu tešku strojnicu i zapaljivo protuoklopno streljivo uspjelo odbiti napad 250 jemenskih gerilaca.

### M2 kao snajper
Teška strojnica M2 koristila se i kao dalekometni snajper zajedno uz uporabu teleskopske optike. Vojnici su ju s tom svrhom koristili tijekom Korejskog i Vijetnamskog rata. U poluautomatskom modu paljbe, snajperist i pripadnik američkog marinskog korpusa Carlos Hathcock mogao je pogoditi metu s udaljenosti od 2.000 jardi, dva puta više od snajperske puške standardnog kalibra streljiva. Također, Hathcock je postigao najduži potvrđeni pogodak na udaljenosti od 2.250 metara. Taj rekord je srušen 2002. godine.

## Inačice
- M2HB,
- M2E2/M2A1,
- AN/M2,
- XM213/M213,
- XM218,
- GAU-15/A,
- GAU-16/A,
- GAU-18/A,
- AN/M3,
- GAU-21/A,
- M3P.

## Korisnici
| - Argentina - Australija - Austrija - Belgija - Benin - Bolivija - Brazil - Bugarska - Burkina Faso - Burundi - Čad - Čile - Danska - Dominikanska Republika - DR Kongo - Džibuti - Egipat - Ekvador - Salvador - Etiopija - Filipini - Francuska - Gabon - Gambija - Gana - Grčka - Gvatemala - Honduras - Hrvatska - Indija - Indonezija |  | - Iran - Irska - Italija - Izrael - Jamajka - Japan - JAR - Jemen - Jordan - Kamerun - Kanada - Katar - Kolumbija - Kuvajt - Libanon - Liberija - Litva - Luksemburg - Madagaskar - Malezija - Maroko - Mauretanija - Meksiko - Mjanmar - Niger - Nigerija - Nikaragva - Nizozemska - Norveška - Novi Zeland |  | - Njemačka - Obala Bjelokosti - Oman - Pakistan - Panama - Paragvaj - Peru - Portugal - Ruanda - Rumunjska - SAD - Saudijska Arabija - Senegal - Singapur - Somalija - Srbija - Španjolska - Švedska - Švicarska - Tajland - Tajvan - Togo - Tonga - Tunis - Turska - Ujedinjeni Arapski Emirati - Ujedinjeno Kraljevstvo - Urugvaj - Venezuela - Zimbabve |

## Vanjske poveznice
- Liberator Crew.com  Arhivirana inačica izvorne stranice od 18. veljače 2012. (Wayback Machine)
- FAS.org
- World.Guns.com  Arhivirana inačica izvorne stranice od 26. kolovoza 2010. (Wayback Machine)
- Olive-Drab.com
- Gary's Olive Drab
- PBS.org